# Cyanastrum goetzeanum
Cyanastrum goetzeanum är en enhjärtbladig växtart som beskrevs av Adolf Engler. Cyanastrum goetzeanum ingår i släktet Cyanastrum och familjen Tecophilaeaceae. Inga underarter finns listade i Catalogue of Life.